# 中国人民航空
中国人民航空公司，简称人航，是中华人民共和国的一家部属国有企业，归中央人民政府人民革命军事委员会民用航空局领导。中国人民航空公司是当时中华人民共和国的载旗航空公司。
人航于1952年由中国航空公司（中航）与中央航空运输公司（央航）合并组建，后于1953年撤销，更名改制为中国民航。

## 历史

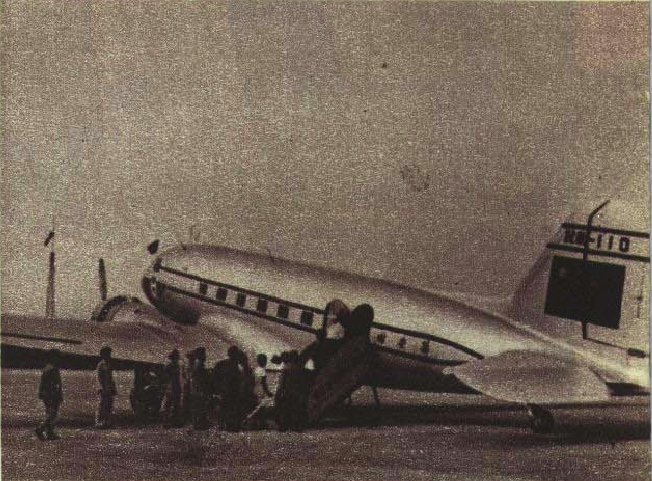
1952年8月，中国人民航空公司成立。

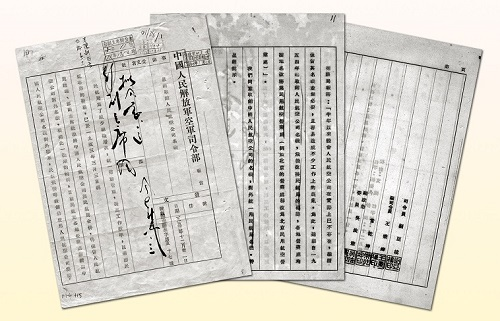
1954年1月3日，周恩来、彭德怀同意“撤销中国人民航空公司”的批示

1952年5月7日，国务院、中央军委发出《关于整编民航的决定》，将中国航空公司、中央航空公司整合组建中国人民航空公司。
1952年7月1日，在天津成立“中国人民民用航空公司”。1952年7月27日，更名为“中国人民航空公司”，周恩来题写公司名字。自主经营、自负盈亏。场站、航行调度、通信、气象、油料供应等部门归民航局。第一任总经理方槐。下设5处1室：
- 人事处
- 事务处
- 机航组
- 业务处/营业处：下设天津营业处、武汉营业处、广州营业处、南宁营业处、昆明营业处、重庆营业处。
- 财务处
- 秘书室

1952年7月下旬，民航局原天津训练大队和机务工作队，各地航站的机务工作队（组），归属中国人民航空公司机航部门管理。。由于民航初建，业务量不大，设两套机构，配两套干部，冗员过多，机构重叠，层次太多；力量分散，减弱领导；未能统盘筹划；而且存在领导关系及工作上的矛盾，不能很好地保证飞行安全。在不到一年时间内，发生几起重大事故。
1953年6月9日，学习苏联民航“政企合一”的模式，中国人民航空公司并入军委民航局:275。对外保存公司名义。1954年，人航取消对外名称，飞机喷涂民航局局徽。
中国人民航空公司有飞机28 架（1952年7月-12月）、6架（1953年第一季度），航空器材24332 件，维持1.55万小时飞行。航线有北京-汉口-重庆（1952年8月1日，DC-3）、重庆-汉口-上海（1952年8月23日，DC-3）、昆明-南宁-广州（C-46）、广州-湛江（不定期）、北京-西安-重庆（1953 年 5 月，C-47）、北京-太原-西安-重庆（1953 年 5 月，DC-3）。创造利润39.8万元。